# Озёрный (Чукотский автономный округ)
Озёрный — отдалённый микрорайон посёлка Эгвекинот в Иультинском районе Чукотского автономного округа России.
До 1995 года являлся самостоятельным посёлком городского типа.

## Географическое положение
Расположен на берегу озера Тёплое, приблизительно в 13 километрах к северу от Эгвекинота на трассе, которая связывает его с селом Амгуэма и заброшенным посёлком Иультин.

## Население
| Численность населения, чел. | Численность населения, чел. | Численность населения, чел. |
| 1996                        | 2006                        | 2012                        |
| --------------------------- | --------------------------- | --------------------------- |
| 1001                        | 650                         | 400                         |

## История
Озёрный был основан в 1952 году как посёлок энергетиков для строящейся поблизости тепловой электростанции. С 1960-х годов здесь базировалась Майныпынтываамская геологоразведочная партия, ликвидированная в 1990-х годах в связи с закрытием Иультинского горно-обогатительного комбината. В 1995 году Озёрный присоединён к Эгвекиноту.
Сейчас в микрорайоне есть средняя школа, здравпункт, почтовое отделение и продовольственный магазин.
Сотовая связь появилась в Озёрном в конце 2010 года.

## Транспорт
В 11 километрах к северу по автодороге на Иультин установлена металлическая арка в месте пересечения трассы с северным полярным кругом, где поблизости сохранились остатки лагеря заключённых, строивших дорогу.
Улицы микрорайона — 60 лет Октября, Гагарина, Молодёжная, Полярная.
С райцентром налажено регулярное автобусное сообщение. 

## Археологические находки
К западу от поселения в Медвежьем распадке обнаружены редкие неолитические стоянки древних охотников.

## Климат
Озёрный расположен в зоне континентального субарктического (бореального) климата (Dfc по Кёппену).
| Показатель                    | Янв.  | Фев.  | Март  | Апр.  | Май   | Июнь | Июль  | Авг. | Сен.  | Окт.  | Нояб. | Дек.  | Год   |
| ----------------------------- | ----- | ----- | ----- | ----- | ----- | ---- | ----- | ---- | ----- | ----- | ----- | ----- | ----- |
| Абсолютный максимум, °C       | 1,2   | 2,2   | 5,1   | 5     | 14    | 26   | 28    | 25,6 | 23,4  | 10,8  | 5     | 3,6   | 28    |
| Средний суточный максимум, °C | −19,7 | −17,4 | −14,5 | −8,2  | 2     | 11,2 | 15,8  | 13,7 | 7,9   | −1,8  | −8,9  | −16,6 | −3,2  |
| Средняя температура, °C       | −22,8 | −21,1 | −18,3 | −12,2 | −1,1  | 7,2  | 11,9  | 10,3 | 4,7   | −4,7  | −12,5 | −20   | −6,6  |
| Средний суточный минимум, °C  | −26,6 | −24,6 | −21,8 | −15,7 | −3,8  | 3,8  | 8,8   | 7,5  | 2,1   | −7,1  | −15,7 | −23,4 | −9,7  |
| Абсолютный минимум, °C        | −44   | −41,1 | −39   | −32,5 | −22,5 | −5,7 | −12,1 | −5   | −10,4 | −25,3 | −35,8 | −40   | −44   |
| Норма осадков, мм             | 41,7  | 44,8  | 32,7  | 24,5  | 16,1  | 24,9 | 42,2  | 44,9 | 37,1  | 28,5  | 38,7  | 32,3  | 408,4 |
| Источник:                     |       |       |       |       |       |      |       |      |       |       |       |       |       |